# Verbascum cilicium
Verbascum cilicium är en flenörtsväxtart som först beskrevs av Pierre Edmond Boissier och Heldr., och fick sitt nu gällande namn av O. Kuntze. Verbascum cilicium ingår i släktet kungsljus, och familjen flenörtsväxter. Inga underarter finns listade i Catalogue of Life.